# Halmfliegen
Die Halmfliegen (Chloropidae) sind eine Familie der Zweiflügler (Diptera) und gehören zu den Fliegen (Brachycera). Weltweit leben über 3000 Arten, in gut 200 Gattungen und vier Unterfamilien. Davon sind 212 Arten aus Deutschland bekannt. Es handelt sich in der Regel um kleine Fliegen mit einer Körperlänge von meist ein bis vier, gelegentlich bis zu acht Millimetern.

## Merkmale
Halmfliegen sind kleine, selten mittelgroße Fliegen von unterschiedlicher Körpergestalt, in Aufsicht von kompakt gedrungen bis langgestreckt. Sie sind oft schwarz gefärbt, teilweise grau bestäubt, viele Arten auch gelb oder grünlich, dann meist mit einer dunklen Zeichnung, oft mit fünf dunklen Längsstreifen auf dem Rumpfabschnitt. In der Feldansprache sind sie eher schwach beborstet, viele Arten mit einem auffallend großen und glänzenden Ocellendreieck auf dem Scheitel (Vertex). Ein sichereres Merkmal ist das Vorhandensein eines auffälligen Kiels oder einer Kante an Skleriten der Pleuren des vorderen Rumpfsegments, oberhalb der Gelenke der Vorderbeine, Proepisternum oder Propleuron genannt.
Am Kopf ist die Fühlerborste oder Arista meistens dünn und nur schwach behaart, selten verdickt und abgeplattet. Die als Leckrüssel (Proboscis) ausgebildeten Mundwerkzeuge sind meist relativ kurz und schwach sklerotisiert, der zweilappige, kissenartige Endteil (aus umgebildeten Labialpalpen gebildet), Labella genannt, ist meist kurz und abgerundet, kann aber auch stärker sklerotisiert und verlängert sein. Die Komplexaugen sind groß und rund oder oval, sie können behaart oder kahl sein.
Der Rumpfabschnitt (Thorax) ist gewöhnlich eher kurz und abgerundet. Wie oft bei Fliegen ist die Form der Beborstung (Chaetotaxie) für die Bestimmung der Gattungen sehr wichtig. Die Flügel sind glasklar hyalin, nur selten mit Fleckung oder Zeichnung. Nur bei wenigen Arten kommen reduzierte, rückgebildete Flügel vor. In der Flügeladerung ist die Randader (Costa) meist in der ersten Flügelzelle schmal unterbrochen. Die Subcosta ist weitgehend rückgebildet. Längsadern sind drei Äste des Radius (R1, R2+3, R 4+5), einem Ast der Media (M) und einer Ader aus verschmolzenem Cubitus und erster Analader (CuA1). Die anderen Analadern sind rückgebildet. R4+5 und M sind oft nach vorn gebogen und münden in die Costa ein. Ein lappenförmiger Anhang am hinteren Ende der Flügelmembran, Alula genannt, ist fast immer ausgebildet. Die Halteren oder Schwingkölbchen, die umgebildeten Hinterflügel, sind mittelgroß mit einer heller gefärbten, oft dreieckigen Verdickung. Die Beine aller drei Beinpaare besitzen fünf Tarsenglieder. Bei manchen Gattungen sind die Hinterschenkel verdickt und die Hinterschienen gebogen.
Am Hinterleib sind fünf Segmente erkennbar, wobei die Tergite des ersten und zweiten Segments verschmolzen sind. Wesentlich für die Bestimmung der Arten sind die männlichen Begattungsorgane am Ende des Hinterleibs (Hypopygium).
Halmfliegen können unter den „acalyptraten“ Fliegen (d. h. die Schwingkölbchen oder Halteren sind nicht von einem lappenartigen, Calyptra oder Calypter genannten Anhang des Vorderflügels verhüllt) verwechselt werden mit den Nistfliegen (Familie Milichiidae), von denen sie anhand der Beborstung des Kopfs unterschieden werden können. Auch die wenig bekannte Familie der Asteiidae (manchmal Schmalflügelfliegen oder Feinfliegen genannt) ist habituell ähnlich.

## Lebensweise
Imaginale Halmfliegen finden sich vor allem in offenen, unbewaldeten Habitaten, zum Beispiel Wiesen, Säumen, Sümpfen und Mooren. In Wäldern bevorzugen sie Waldränder und Lichtungen. Die Ernährung der Imagines ist ungenügend bekannt. Eine Reihe von Arten sind als Blütenbesucher bekannt, andere finden sich an Honigtau und an verschiedenen Säften oder Ausscheidungen von Pflanzen, etwa an Früchten. Auffallende Massenansammlungen gab es etwa auf frisch gemähten Wiesen, unmittelbar nach der Mahd. Einige Arten leben an angespültem Material im Spülsaum der Meeresküsten, andere sind Kleptoparasiten bei Spinnen, die an deren Beute saugen.
Zum Überwintern dringt in Europa vor allem die schwarz-gelbe Art Thaumatomyia notata auch in Häuser ein, wo sie lästig werden kann, Massenansammlungen sind weltweit von einer Handvoll weiterer Arten bekannt geworden. So bildet die Gattung Apotropina manchmal, etwa in Südafrika, Massenansammlungen in Höhlen.

## Larvalentwicklung
Die Larven der Halmfliegen sind von der typischen Körpergestalt der Fliegenmaden. Es gibt drei Larvenstadien. Die Larven sind zylindrisch, im dritten Stadium 2 bis 10 Millimeter lang, meist weiß oder gelblich, seltener grün gefärbt. Die Cuticula ist meist unpigmentiert (die Farbe stammt vom durchscheinenden Körperinneren), selten am Vorderende (bei der Gattung Lipara an beiden Körperenden) verdunkelt. Im Umriss sind sie vorn etwas zugespitzt, das Hinterende stumpf verrundet. Wie typisch für Fliegenmaden ist der Kopf weitgehend unsklerotisiert, durchscheinend sind zwei kräftige dunkle Mundhaken und einige nach innen verlagerte Sklerite erkennbar. Auch die kurzen, zweisegmentigen Antennen sind hell gefärbt und unsklerotisiert. Dahinter liegt ein von einem dunklen Ring umgebenes Sinnesfeld mit verschiedenen Papillen, das auf die umgebildeten Maxillarpalpen zurückgeht. Unter der Mundöffnung schließt eine Abfolge schmaler Querwülste an, dies wird als Gesichtsmaske bezeichnet und ist wichtig bei der Unterscheidung der Gattungen. Von anderen kleinen Fliegenmaden sind Larven der Halmfliegen am ehesten an auf der Ventralseite etwas verdickten Kriechwülsten zu unterscheiden, die durch dunkle Dörnchenreihen auffallen. Je nach Gattung befinden sich solche Dörnchen auch als Ringe am ersten bis dritten Rumpfsegment. Die Stigmen am Hinterende sitzen bei den meisten Arten auf einem kurzen, zipfelförmigen Fortsatz. Ein weiteres Stigmenpaar sitzt am ersten Rumpfsegment (amphipneustisches Tracheensystem).
Die Lebensweise der Larven ist ungewöhnlich vielfältig, unter den Arten so verschieden wie in kaum einer anderen Familie der Zweiflügler. Bekannt sind Larven, die saprophag (von abgestorbener organischer Substanz), necrophag (von Aas und Leichen), mycetophag (von Pilzen),  koprophag (von Kot), phytophag (von lebenden Pflanzen) und zoophag (als Fleischfresser), darunter sowohl räuberisch (als Prädator) wie auch parasitisch, leben. Von den meisten Arten, insbesondere in den Tropen, ist aber bisher nichts über ihre Lebensweise bekannt. Trotz der mannigfaltigen Abwandlungen sind die meisten Arten, zumindest der besser bekannten nördlichen Breiten, Pflanzenfresser. Am weitesten verbreitet sind dabei zwei Formen: Die Larven vieler Arten bohren im Stängel grasartiger Pflanzen, meist Süßgräser, gelegentlich auch Sauergräser, wo sich die Larve vom interkalaren Meristem (dem undifferenzierten Bildungsgewebe, dass die Streckung des Halms ermöglicht), ernähren. Der Trivialname Halmfliegen ist abgeleitet von dieser Lebensweise. Die Larven vieler anderer Arten fressen in den generativen Organen, den Blüten oder Samenanlagen, dieser beiden Familien. Relativ wenige Arten aus fünf Gattungen gehören zu den Gallbildnern, deren Larven Pflanzengallen induzieren, von denen sie sich ernähren. Alle Gallbildner leben an Süßgräsern. Besonders bekannt sind hier die „Schilfzigarren“ der Gattung Lipara an Schilfrohr.

## Arten (Auswahl)

### Schilfgallenfliege
Die Schilfgallenfliege (Lipara lucens), auch als Zigarrenfliege bezeichnet, wird etwa sieben Millimeter lang. Die ausgewachsenen Tiere findet man in den Monaten Mai bis Juni an Schilfblättern (Phragmites australis). Hier erzeugen sie Vibrationen, die über das Schilfblatt weiter getragen werden und der Partnerfindung dienen. Die ersten Vibrationen werden durch Weibchen erzeugt, wobei diese innerhalb von zehn Minuten jeweils ein- bis zweimal für acht Sekunden Vibrationsstöße abgeben. Auf diese Vibrationen reagieren auf demselben Blatt sitzende Männchen ebenfalls mit Vibrationsstößen, worauf das Weibchen antwortet. Auf diese Weise sucht das Männchen das Weibchen und findet es schließlich. Dabei sind die Rufvibrationen der Weibchen denen anderer Arten sehr ähnlich, die der Männchen unterscheiden sich deutlich. Der Mechanismus der Vibrationserzeugung ist bislang nicht aufgeklärt.
Das Ei wird an die Sproßspitze des Schilfrohres gelegt und die Made frisst sich dort in die Sprossungszone ein. Sie zerstört dadurch den Vegetationskegel der Pflanze, wodurch das Längenwachstum des Schilfrohres gestoppt wird. Es kommt zur Stauchung und Verdickung mehrerer (10 bis 15) Bereiche (Internodien) des Schilfes und einer starken Entwicklung der Blattscheiden. Die so entstehende Galle ähnelt einer Zigarre (daher der Name Zigarrenfliege) und ist etwa 15 Millimeter dick und bis zu 25 Millimeter lang. Die Verpuppung der Larven findet in der Galle statt, die im Frühjahr verlassen wird. In den verlassenen Gallen leben häufig andere Halmfliegenarten als Kotfresser oder auch andere Insekten wie Grabwespen oder Bienen.

### Fritfliege
Die Fritfliegen (Oscinella frit) sind schwarz mit gelblichen Fußgliedern und roten Augen. In Mitteleuropa sind sie in drei Generationen anzutreffen. Die Frühjahrsform sitzt dabei meist auf den Blüten des Löwenzahn oder des Winterraps. Die Weibchen fliegen, auf die Entfernung optisch orientiert und in der Nähe olfaktorisch, große sprießende Gräser wie Mais, Hafer oder Gerste zur Eiablage an. Hier legt es entlang der Blattscheiden mehrere Eier ab, die ausschlüpfenden Larven dringen in das Herz vor, wodurch das Herzblatt welkt. Die Verpuppung findet ebenfalls am Fraßplatz statt. Die zweite Generation fliegt ab Juni und nutzt vor allem Hafer als Eiablageplatz, wobei die Eier lose in die Rispen gelegt werden. Durch den Fraß der Larven wird die Ähre bleich (Weißährigkeit) und die Körner verkümmern. Die dritte Jahresgeneration fliegt im August bis September und legt die Eier an verschiedene Wintergräser ab. Dabei sind etwa 60 Wirtsgräser für diese Art bekannt.

### Gelbe Weizenhalmfliege
Die Gelbe Weizenhalmfliege Chlorops pumilionis findet sich an verschiedenen Gräsern, besonders an Weizen und Gerste. In Mitteleuropa bringt sie zwei Generationen hervor. Die erste Generation kommt im Mai heraus und legt die Eier auf die oberen Pflanzenteile der Wirtsgräser, die Larven fressen sich abwärts zur Ähre und danach weiter bis zum Halmknoten. Hier findet die Verpuppung statt. Die zweite Jahresgeneration fliegt im August bis Oktober und legt die Eier in die Wintersaat der Getreidearten sowie in verschiedene Wildgräser, vor allem die Quecke. Die Überwinterung erfolgt als Larve im Bereich des Wurzelhalses.

### Russische Halmfliege
Die Russische Halmfliege (Meromyza saltatrix), auch bekannt als Schenkelfliege, zeichnet sich durch die besonders stark verdickten Hinterschenkel aus, deren Muskulatur ein Hüpfen ermöglicht. Die Lebensweise sowie die Wirtsgräser entsprechen weitgehend der Gelben Weizenhalmfliege. Die Puppe ist allerdings mit Spinnfäden in den Blattscheiden eingehängt.

### Weitere Arten
- Krummflügelige Halmfliege (Camarota curvipennis)
- Cetema cereris

## Fossile Belege
Fossile Belege dieser Familie sind äußerst rar. Der älteste Vertreter der Halmfliegen wurde im unterkreidezeitlichen Libanon-Bernstein gefunden. Dieses Fossil gilt damit auch als ältester Beleg der zu den Schizophora zusammengefassten Familien der Cyclorrhapha (Deckelschlüpfer). Alle anderen Belege stammen aus tertiären Bernsteinvorkommen, insbesondere dem eozänen Baltischen Bernstein.

## Halmfliegen und Mensch
Halmfliegen können als Krankheitsüberträger beim Menschen, als Schädlinge und als Lästlinge auftreten.

### Halmfliegen als Krankheitsüberträger
Liohippelates-Arten können durch das Übertragen verschiedener Krankheitserreger Bindehautentzündungen verursachen.
Im Nahen Osten und in Nordafrika kann auch Sabroskyina aharonii beim Saugen von Tränenflüssigkeit, Schweiß und Blut bazilläre Augenkrankheiten übertragen und in Südostasien sind Siphunculina-Arten als Überträger von Augenkrankheiten bekannt.
Durch das Nähren an nässenden Wunden können Liohippelates-Arten zudem den Erreger der Frambösie übertragen.

### Halmfliegen als Schädlinge
Zu den Halmfliegen-Arten, die als Schädlinge an Getreide und Futtergräsern wirtschaftliche Bedeutung erlangen können, gehören in Europa die Fritfliege (Oscinella frit), die Gelbe Weizenhalmfliege (Chlorops pumilionis) und die Grüne Schenkelfliege (Meromyza saltatrix). Bei der Fritfliege bringt die in die Pflanze eindringende Larve im Frühjahr das Herzblatt zum Absterben. Bei den beiden anderen Arten schädigen die Sommergeneration und die Larven vor allem die Ähren. In Ostasien kann Chlorops orysizae wirtschaftlich spürbare Ertragsausfälle beim Reisanbau verursachen.

### Halmfliegen als Lästlinge
Halmfliegen der Gattung Thaumatomyia gehören zu den sogenannten Lästlingen und nicht zur Gruppe der Schädlinge, auch wenn sie großen Schaden anrichten können. Die Biologin Marion Kotrba beschrieb 2010 unter Beigabe einigen Bildmaterials das „punktuelle Auftreten extrem individuenreicher Schwärme kleiner Fliegen an einzelnen Gebäuden im Herbst“, das „eindeutig der Gemeinen Rasenhalmfliege Thaumatomyia notata zuzuschreiben“ sei. Dieses Phänomen sei „seit Jahrhunderten bekannt“. In der Literatur sind laut Kotrba jedoch nur „einzelne oder einige wenige Fälle pro Jahr“ beschrieben. Seit Beginn des 21. Jahrhunderts habe es eine „sehr starke“ Zunahme des Massenauftretens gegeben. Sie bezifferte die Zahl der Individuen auf der Dachterrasse eines Hochhauses in München, auf der sie fünf Eimer toter Fliegen einsammelte, auf etwa 17 Millionen. Im Herbst umschwärmen die auf Grashalmen lebenden Fliegen Gebäude – bevorzugt die oberen Etagen von Hochhäusern –, um hinter der Fassade zu überwintern; im Frühjahr geschieht dasselbe, bis es warm genug ist, dass sie das Haus verlassen.
Kotrba erwähnt tatsächlich entstandene und zu befürchtende Schäden durch den Befall von Häusern. Der Miet- und Immobilienwert könne sinken und für Häuser mit Publikumsverkehr wie Krankenhäuser, Kindergärten oder Schulen ebenso wie für Unternehmen der Tourismus- wie der Lebensmittelbranche ist neben wirtschaftlichen Einbußen eine rufschädigende Wirkung zu erwarten. Hoffnungen auf einen Rückgang des Massenauftretens hätten sich zerschlagen, wobei im Zuge der Klimaerwärmung eher mit einer Zunahme zu rechnen sei. Spezifische Bekämpfungsmaßnahmen seien nicht bekannt und könnten erst entwickelt werden, wenn die Ursachen des Massenauftretens verstanden seien.
In Alaska tritt die verwandte Art Thaumatomyia annulata in vergleichbarer Weise ebenfalls als Lästling in Gebäuden auf.